# Everwin von Droste zu Hülshoff

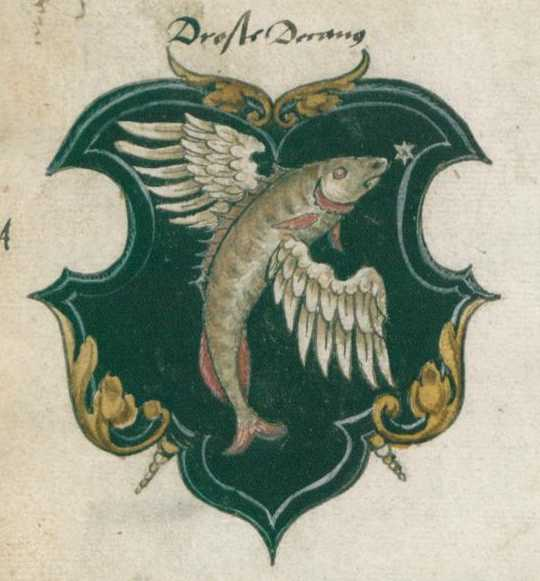
Wappen des Everwin Droste (1594)

Everwin Droste (* um 1540; † 13. Juni 1604) war ein katholischer Reformer, Jurist und Priester, bischöflicher Offizial  und Dechant (Dekan) an der Kollegiatkirche St. Martini in Münster. Des Weiteren betätigte er sich auch als humanistisch gebildeter Schriftsteller.

## Lebensweg
Everwin Droste war ein Enkel von Everwin II. von Droste zu Handorf, ein Neffe von Johann VII. Droste zu Hülshoff und ein Onkel von Bernhard II. von Droste zu Hülshoff, alle drei Münsteraner Bürgermeister. Er gehörte der 12. Generation der Familie Deckenbrock/Droste zu Hülshoff an, deren Wappen er führte und das er mit dem unten stehenden lateinischen Epigramm deutete. Er wurde vermutlich 1540 in oder bei Münster geboren. Als seine Eltern werden in der Literatur Johann Droste zu Borg, Kanoniker und Bursar am Kollegiatstift St. Ludgeri (Münster), und Alheidt Droste genannt Kocks, genannt. Seinem Vater setzte Everwin ein noch vorhandenes Epitaph in St. Ludgeri. Sein Bruder, der Bischofssekretär Johann Droste († 1596), heiratete die ebenfalls illegitime Tochter Catharina des Dompropstes Bernhard von Münster. Den ersten Unterricht empfing Everwin vermutlich an der Wirkungsstätte seines Vaters, der Bildungsanstalt des Kollegiatstifts St. Ludgeri (Münster). An welcher Hochschule er das Studium der Artes liberales begann, ist ungewiss. Er setzte es ab 1558 als Zögling des Gymnasiums in Niederich (Köln) fort und wurde Baccalaureus und 1560 Lizenziat. Wie viele Abkömmlinge aus Erbmänner-Familien wurde er Stiftsherr am Stift St. Martini in Münster. Erst 1587 empfing er die Priesterweihe. Nach jahrzehntelangem Wirken in der Leitung des Kollegiatstifts St. Martini und als bischöflicher Offizial zu Münster verstarb er am 13. Juni 1604. Er hatte in dem damals auch bei Kanonikern üblichen Konkubinat gelebt. In seinem Testament von 1598 setzt er zwei Söhne als Erben ein: Franz, der bereits 1605 verstarb und auch als Förderer des Jesuitenordens in Erscheinung trat, und Johann (1591–1636), der 1597 ebenfalls Stiftsherr in St. Martini und bei seinem Tod ebenfalls bischöflicher Offizial war, erbten die umfangreiche Bibliothek.

## Dechant des Kollegiatstiftes St. Martini

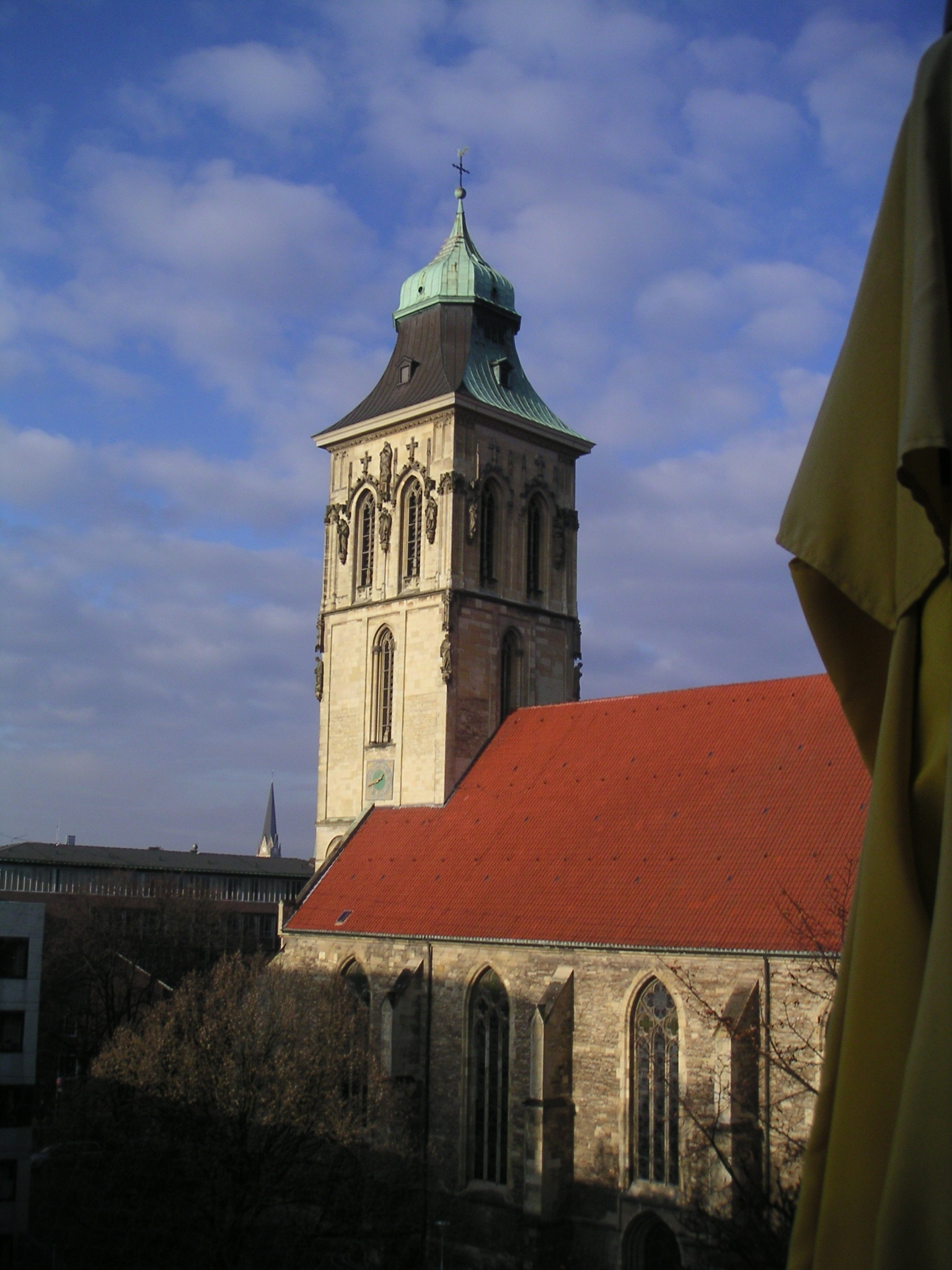
Kirche des ehemaligen Stifts St. Martini in Münster

Im Jahre 1564 verlieh Bischof Bernhard von Raesfeld Everwin Droste das Amt eines Dechanten des Kollegiatstifts St. Martini und die damit verbundene Pfründe. Dieses Stift übertraf mit 20 Präbenden alle anderen Stifte im Hochstift Münster, ihm gehörten zahlreiche Bauernhöfe und sonstige Grundstücke rund um Münster. Als die Einkünfte des Stifts um die Jahrhundertwende zum 17. Jahrhundert zurückgingen, musste ab 1589 auf die Knabenpräbende verzichtet werden.
Everwins Wirken fiel in die Zeit der sogenannten Gegenreformation, nachdem die Herrschaft der Täufer in Münster zur Zerstörung der Kirche, der Stiftsschule und der Küsterei geführt hatten. Er stieß trotz seiner hohen Autorität bei deren Neubau zunächst auf Widerstand und musste zunächst die Mittel dafür aufbringen. Er veranlasste 1571 die Anfertigung von zwei Silberbechern, 1574 umfangreiche Arbeiten zur Wiederherstellung der Kirche; 1577/78 ließ er die neue Stiftsschule erbauen. Danach schaffte eine Orgel an, beauftragte 1579/80 den bekannten Maler Hermann tom Ring mit deren Ausmalung und kaufte 1584 eine neue Glocke.
Für die dortige Stiftsschule verfasste Everwin 1581 eine vorbildliche Schulordnung, welche vom Domkapitel von Münster für verbindlich erklärt wurde. Die Kinder wurden z. B. 1582 verpflichtet, zur Hebung des katholischen Glaubens aus einer Sammlung geistlicher Lieder zu rezitieren.
Nach der Niederlage des Täuferreiches von Münster (1532–1536) lebten zwei Generationen später in Münster noch zahlreiche Täufer und andere Protestanten. Die Pfarrgemeinden, darunter St. Martini, waren jedoch verpflichtet, die Dekrete des Konzils von Trient auszuführen. Der im gleichen Jahr zum Priester geweihte Everwin Droste untersagte deshalb 1587 zunächst das Begräbnis des Domschullehrers Bernt Cappellan, welcher ausdrücklich Beichte und Kommunion verweigert hatte. Unter dem Druck des Stadtrats, in dem zu dieser Zeit noch zehn protestantische Ratsherren saßen, musste er es nach Vermittlung durch seinen Verwandten, den damaligen Ratsherrn Bernhard II. von Droste zu Hülshoff, dennoch zulassen.
Unter der Führung von Everwin Droste entwickelte sich das Kollegiatstift zu einer hervorragenden Bildungsstätte der katholischen Reform im Sinne des Konzils von Trient. Zeugnis davon legt der in Gold geschmiedete Martinuspokal von 1597 ab, verziert unter anderem mit Familienwappen des Probstes Johann Torck und der Stiftsherren (darunter er selbst und sein Sohn Johann). Dieses Kunstwerk initiierte Everwin aus Anlass der Zwölfhundert-Jahrfeier des Hl. Martin von Tours und ließ es mit den Medaillen von Kaiser Karl V. (HRR), dessen Sohnes Philipp II. (Spanien) und des Schwiegersohnes Maximilian II. (HRR) schmücken.

## Mitwirkung an der katholischen Reform im Hochstift Münster
Everwin Droste, der als „gebildet und glaubensstark“ sowie hochverdient bezeichnet wird, war ein Vertrauensmann von Gottfried von Raesfeld, Domdechant von Münster, sowie von Bischof Johann IV. von Hoya, der durch Petrus Canisius für die katholischen Reformen des Konzils von Trient gewonnen worden war. Er wurde in die Kommission berufen, die 1571 das Hochstift Münster  einer Visitation gemäß den Beschlüssen des o. g. Konzils und des kanonischen Rechts unterziehen sollte. Bischof Ernst von Bayern (1554–1612) bestimmte ihn daraufhin zum Geistlichen Rat und Vertreter des Stiftsklerus von Münster. Er war auch Jurist, wurde an das geistliche Hofgericht berufen und wirkte an der Verbesserung der Gerichtsordnung mit. In dieser Funktion oblag ihm unter anderem die Durchsetzung der vernachlässigten Residenzpflicht der Domherren. Er verfasste das Directorium archidiaconalis iurisdictionis. Der Codex ist für die Münstersche Diözesangeschichte und die Geschichte des Archidiakonats von besonderem Interesse. Seinem Augenzeugenbericht von 1576 über die Öffnung des Grabes des Stifters der St.-Mauritz-Kirche (Münster), Bischof Friedrich I. (Münster) wird „eine für seine Zeit überraschende Genauigkeit im Detail“ bescheinigt. „Gleichzeitig spürt man in den euphemistischen Schilderungen aber auch die besondere Ehrfurcht, die dem seltenen Ereignis entgegengebracht wurde.“

## Schriftstellerisches Wirken
Everwin Droste verfasste (neu-)lateinische Hymnen auf seine westfälische Heimat, die noch im 19. Jahrhundert seiner Verwandten, der Dichterin Annette von Droste-Hülshoff, bekannt waren, von ihr als „sauberes Mönchslatein“ bezeichnet und auch schriftstellerisch verwertet wurden. Sie war möglicherweise im Besitz einer seiner Handschriften. In ihrem Fragment Bei uns zulande auf dem Lande – nach der Handschrift eines Edelmannes aus der Lausitz entnahm sie vermutlich daraus – übersetzt aus dem lateinischen Original – das Zitat O lachender Erdenwinkel. Ein lateinisches Lied aus der Feder von Everwin veröffentlichte noch im 19. Jahrhundert August von Haxthausen. Eines seiner Epigramme von 1600 bezog sich auch auf das Wappen der Droste zu Hülshoff, mit dem fliegenden Barsch:

„Drostiadum piscis cur stemma? silentia signat.
Cur clypeus niger est sic gravitas honos.
Aliger ast? quia se virtutum sustulit alis.
Pugnis militiae, consilioque togae.“

„Warum im Wappen der Drosten ein Fisch? Er bedeutet Schweigen.
Schwarz ist der Schild: das heißt: Ehre ist immer auch Zwang.
Aber geflügelt? der Tüchtige hebt sich empor wie auf Schwingen.
Waffenerprobung im Feld, kluge Bewährung im Amt.“

Everwin Droste besaß eine humanistische Bildung und hinterließ eine bedeutende Bibliothek. 1578 veröffentlichte er auch eine niederdeutsche Liederhandschrift.

## Würdigung
Viktor Huyskens bezeichnet Everwin Droste als „eine ideal angelegte Natur, von wissenschaftlichem Sinne belebt, durchdrungen von der Wichtigkeit guter Schulen“. Er habe die einschlägige Literatur verwertet und „mit der Feder in der Hand“ gearbeitet. In die Gesinnung dieses Mannes lässt uns ein Wort an seine Lehrer einen Einblick tun: 

„Si Christum discis, satis est, si cetera nescis; si Christum nescis, nihil est, si cetera discis
Wenn Du Christus lehrst, genügt das, auch wenn Du das Übrige nicht kennst; wenn Du Christus nicht kennst, genügt es nicht, wenn Du das Übrige lehrst.“

Damit wollte er, der ein begeisterter Büchersammler war, gewiss nicht das profane Wissen verachten, wohl aber wollte er betonen, dass alles Menschenwissen ohne den Grund und Eckstein Christus Halbheit bleibt. Everwin Droste kann als der Overberg seiner Zeit bezeichnet werden: auch war er Lehrer der Lehrer.